# Procopie Ciumacenko
Procopie Ciumacenko a fost un politician moldovean, ales în Sfatul Țării, ministru-adjunct al agriculturii în guvernul condus de Pantelimon Erhan.

## Sfatul Țării
Procopie Ciumacenko, de naționalitate ucrainean, a fost ales în Sfatul Țării de Comitetul Executiv gubernial al Consiliului delegaților țărănești. Ciumacenko era socialist, declarând în Parlament că „pământul nu poate fi întors foștilor paraziți, el va deveni fond al întregului popor”. În ședința din 5 ianuarie 1918, el a propus, din partea guvernului, un proiect de lege agrară, a cărui idee de bază era: „toate pământurile de utilitate agricolă, împreună cu inventarul, trec în mâinile norodului truditor”.
Ciumacenko s-a opus vehement intervenției Armatei Române în Basarabia. Sub acuzația de propagandă bolșevică, a fost executat de trupele române, la ordinele generalului Ernest Broșteanu.